# 争取共产主义无产阶级团结党

争取共产主义无产阶级团结党标志

争取共产主义无产阶级团结党（義大利語：Partito di Unità Proletaria per il Comunismo，缩写为PdUP per il Comunismo）是意大利历史上的一个共产主义政党。该党成立于1974年，由无产阶级团结党和“宣言”团体合并而成。1984年，该党并入意大利共产党。